# Bees for Development
Bees for Development est une association internationale de charité, spécialisée dans la lutte contre la pauvreté grâce à l'apiculture. L'apiculture contribue à assurer à des populations pauvres et isolées des revenus durables. Par ailleurs, à travers la pollinisation, les abeilles fournissent un service écosystémique essentiel. Bees for Development mène actuellement des projets en Ouganda, à Zanzibar, en Éthiopie et au Kirghizstan. Ses bureaux sont à Monmouth, dans le sud du Pays de Galles.

## Histoire et philosophie
Fondée en 1993, Bees for Development (BfD) travaille en partenariat avec des apiculteurs et des organisations internationales telles qu'Apimondia, Keystone Foundation et l'Organisation des Nations unies pour l'alimentation et l'agriculture (ONUAA). BfD se donne pour mission de supporter l'apiculture pour aider les communautés pauvres et isolées et pour protéger la biodiversité. L'association se concentre sur l'utilisation de méthodes et de valeurs appropriées en respectant les compétences locales. L'équipe de BfD est convaincue que l'autonomie et la responsabilisation des populations pauvres peuvent être améliorées à travers l'accès au savoir et à l'information et à travers le commerce des produits de la ruche. Elle revendique aussi la moindre intervention dans la production de ces produits et la valeur des ruches traditionnelles sans cadres. Le Bees for Development Trust est né en 1999. Il est gouverné par Board of Trustees et est supporté par des mécènes, dont Monty Don, Bill Turnbull et Sting.

## Activités

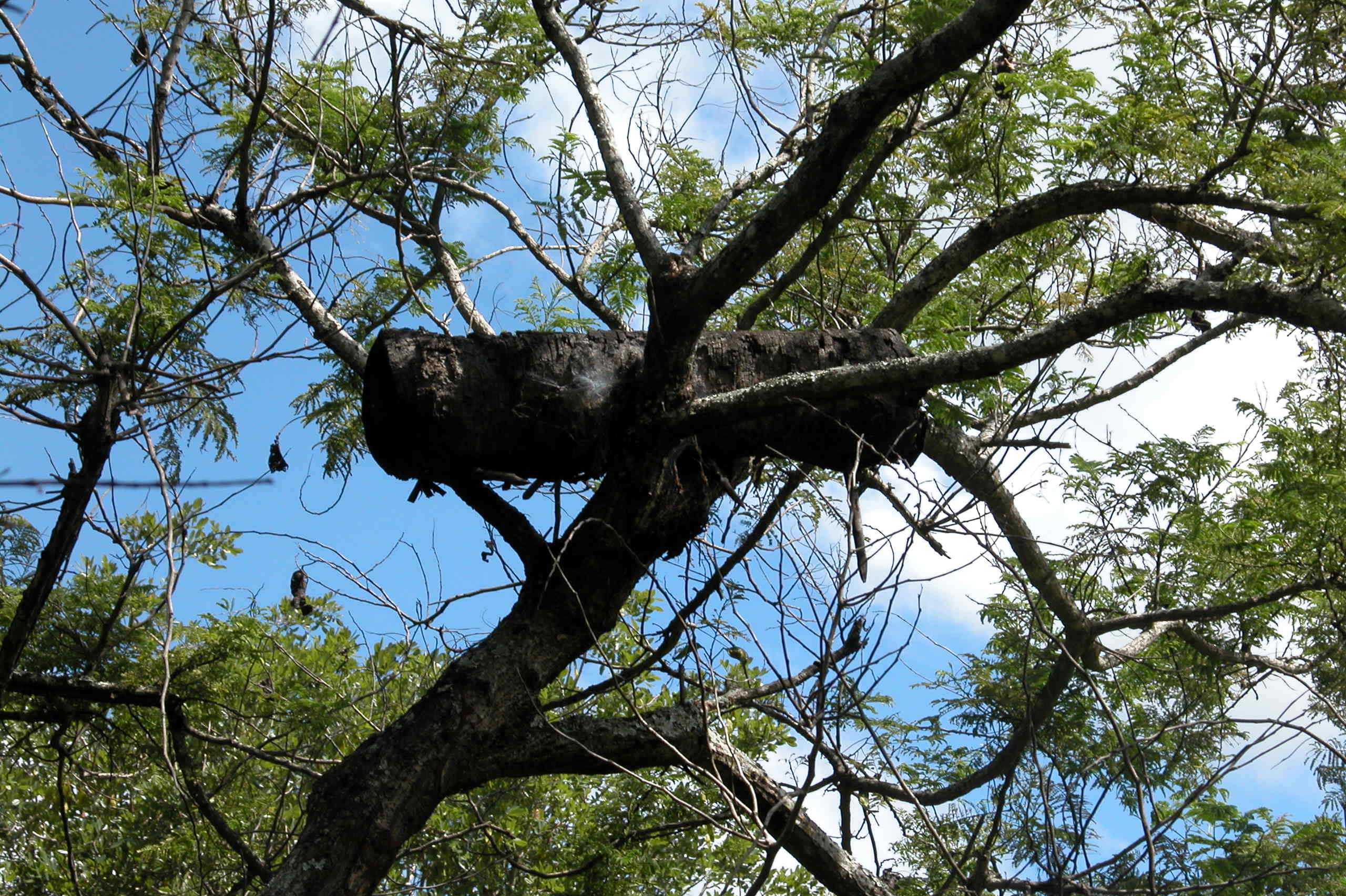
Ruche à barre au Mozambique.

L'association publie un journal trimestriel Bees for Developopment Journal qui présente des méthodes apicoles appropriées, partage des savoirs acquis dans différents pays et diffuse des informations sur l'apiculture mondiale. Le projet sur la commercialisation de miel en Ouganda est mené en collaboration avec des associations locales d'apiculteurs, dont ApiTrade Africa ; l'objectif est d'augmenter les revenus en renforçant le commerce du miel. Au Zanzibar, BfD met en œuvre un projet en partenariat avec une ONG Danoise, DATAN, visant à stimuler la production du miel sur Unguja, l'île principale du Zanzibar et sur l'île de Pemba. Grâce à Darwin Initiative qui cherche à sauvegarder la biodiversité dans les pays pauvres, BfD travaille aussi au Kirghizstan. De plus, BfD dissémine des ressources pédagogiques à travers le monde, gère une librairie en ligne sur l'apiculture et organise des safaris apicoles.
Bees for Development travaille aussi localement, dans le comté de Monmouth. L'association recommande une approche de l'apiculture de « non-intervention », par exemple à travers la promotion des ruches à barres à la place des ruches à cadres. Ce type de ruche se rapproche plus du nid naturel des abeilles. L'association a participé à l'implantation d'un rucher pédagogique composé de ces deux types de ruches dans une ferme où des plantes mellifères ont par ailleurs été plantées.

## Travaux récemment accomplis

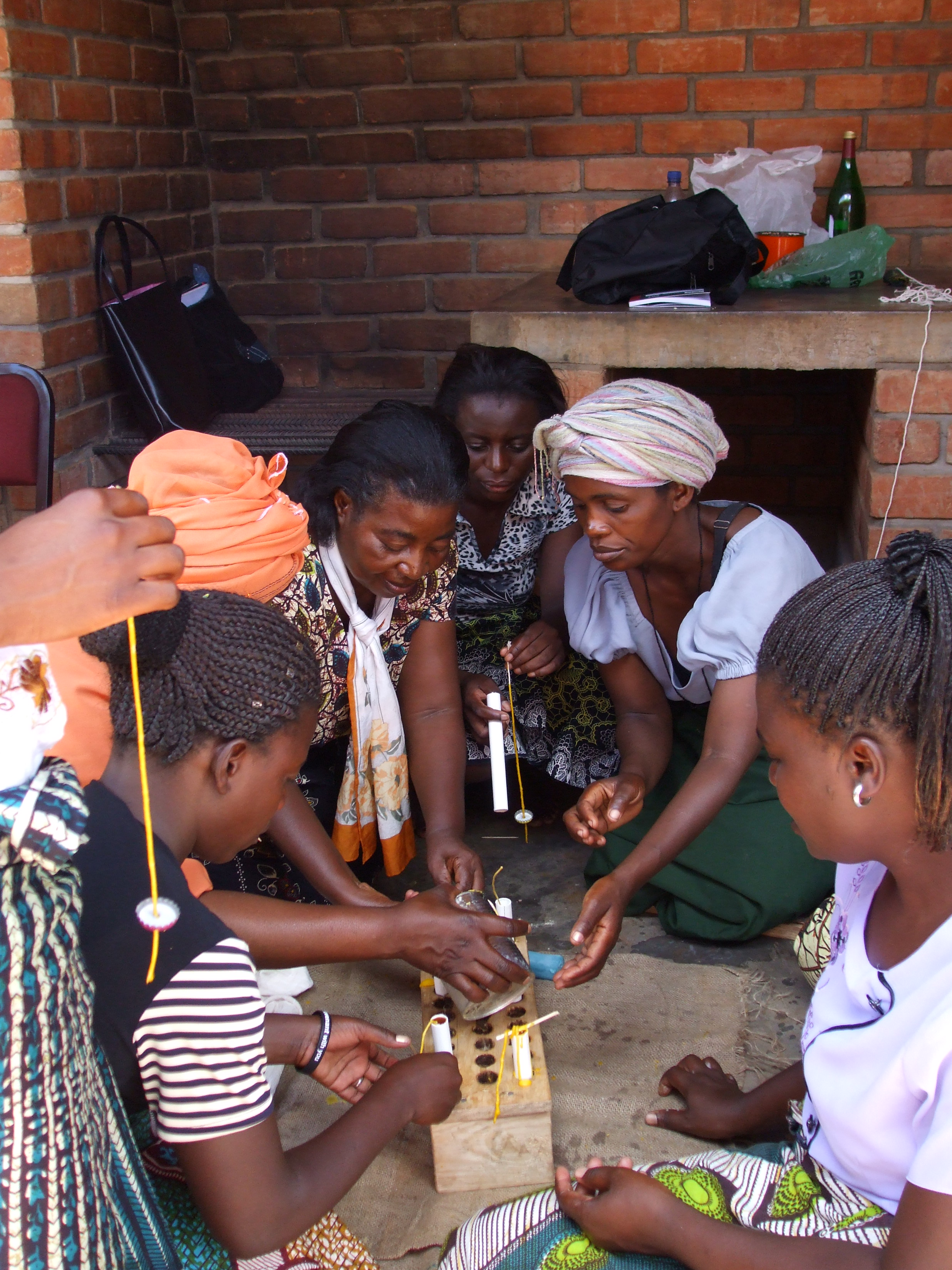
Des femmes Mbawemi fabricant des bougies à base de cire d'abeille au Malawi.

Le projet de recherche sur les abeilles, la biodiversité et les moyens de subsistance en Inde a débuté le 1er juin 2006 dans la réserve de Nîlgîri dans les Ghats de l'Ouest. Les fonds nécessaires ont été apportés par le gouvernement Britannique via la Darwin Initiative. Ce projet sur trois ans avait pour objectif d'étudier les liens d'interdépendance entre les abeilles, la biodiversité et les sources de revenus dans ces régions forestières. Le projet a été implanté localement par la fondation Keystone, travaillant en partenariat avec les communautés locales, le personnel du Département de la Forêt et trois partenaires basés au Royaume-Uni : le professeur Janet Seeley des School of Development Studies, à l'Université d'East Anglia ; Dr Nicola Bradbear de BfD et le professeur Simond Potts du centre pour la recherche agri-environnementale de l'Université de Reading.
De 2006 à 2008, l'association organise le renforcement du marché du miel et des produits de la ruche en Ouganda. Le but de ce projet pilote était de développer le marché du miel pour permettre aux apiculteurs ruraux de mieux gagner leur vie. Le projet a vu le jour grâce au donneur britannique Comic Relief et a été implanté en Ouganda par le groupe de promotion de l'export (UEPB), l'organisation de développement de l'apiculture Ougandaise (TUNADO) et BfD. L'apiculture est une activité très répandue en Ouganda. Le marché pour le miel de table est significatif et la demande dans les zones urbanisées dépasse l'offre. De plus, des opportunités de commerce pour les autres produits de la ruche se développent. Cependant, les faiblesses de la chaîne logistique et la faible capacité des producteurs à comprendre le marché sont à l'origine du manque de retombées économiques pour les populations pauvres.